# 로이 호지슨
로이 호지슨(영어: Roy Hodgson, CBE, 1947년 8월 9일 ~ )은 영국 잉글랜드의 축구 감독이다. 풀럼, 리버풀, 웨스트브로미치 앨비언, 크리스털 팰리스 감독을 지냈다. 2011-12 시즌을 끝으로 파비오 카펠로가 사임한 뒤 공석이었던 잉글랜드 축구 국가대표팀의 감독을 맡아 2016년까지 이끌었다.
40여년간 감독 생활을 해온 것으로 유명하며 할름스타드 BK를 시작으로 인테르나치오날레, 스위스 축구 국가대표팀 등을 맡아왔다. 특히 그는 스위스를 1994년 FIFA 월드컵에서 16강에 올려놓았다. 2007년 12월 풀럼의 감독을 맡은 그는 팀을 중위권으로 끌어올렸으며 2009-10 UEFA 유로파리그 준우승을 이끌었다. 이후 그는 리버풀의 감독을 맡았으나 인상적인 모습을 못 보여줘 결국 2011년 1월에 경질되었다. 그러나 그는 1달 만에 웨스트브로미치 앨비언의 감독을 맡아 팀을 중위권으로 끌어올려 명예회복을 하였다.
UEFA 유로 2012에서 잉글랜드 대표팀을 이끌었으나 8강에서 만난 이탈리아에게 승부차기 끝에 패하며 탈락하였다. 2014년 FIFA 월드컵 지역 예선에서 우크라이나, 몬테네그로, 폴란드, 몰도바, 산마리노 등과 H조에 속하여 불규칙한 레이스를 치른 끝에 6승 4무의 성적을 거둬 조 1위로 본선에 진출하였다.
잉글랜드는 우루과이, 이탈리아, 코스타리카와 함께 D조에 속했다. 그는 잉글랜드 기존의 킥 앤 러시를 통한 롱볼 전술을 버리고 세밀한 패스 플레이를 통한 점유율 축구를 구사하였으나 그런 체질 개선에도 불구하고 1차전에서 이탈리아에 1:2로 패하며 불안한 출발을 보였고 2차전에서도 우루과이를 만나 루이스 알베르토 수아레스에 2골을 헌납하며 1:2로 패하였다. 이탈리아가 코스타리카와 우루과이를 상대로 모두 이기고 잉글랜드가 3차전에서 코스타리카를 상대로 대승을 거둘 경우 골득실에 따라 16강 진출을 할 수 있는 가능성이 있었으나 코스타리카가 이탈리아에 1:0으로 승리하면서 잉글랜드 역사상 최초로 조별리그 2경기 만에 탈락을 확정짓고 말았다. 잉글랜드가 월드컵에서 조별리그에서 탈락한 것은 1958년 FIFA 월드컵 이후 56년 만의 일이었다. 3차전에서도 잉글랜드는 코스타리카를 상대로 헛심 공방 끝에 0:0으로 비겨 1무 2패라는 역대 최악의 성적을 거두고 말았지만 국내 여론 악화에 불구하고 축구협회의 신임을 등에 업고 감독직을 계속 이어갔다.
UEFA 유로 2016 예선에서는 10전 전승을 거두며 좋은 기세로 본선에 진출하였다. 하지만 예선과는 달리 본선에서는 졸전을 거듭하며 1차전 러시아전에서 1대0으로 앞서갔지만 후반 추가시간 동점골을 허용해 1무 2차전 웨일스전 은 2대1 역전승을 했으나 3차전 슬로바키아전은 0대0 무승부로 1승2무 2위로 가까스로 16강에 진출했다. 16강에서는 유로대회 첫 진출국인 아이슬란드에 1:2로 역전패 당하며 16강에서 탈락했다. 경기 후 잉글랜드 감독직을 사임했다.

## 서훈
- 2012년 5등급 핀란드 사자 훈장(일등기사장[주 1]; 핀란드어: Suomen Leijonan I lk:n ritari)수훈[2]
- 2021년 3등급 대영 제국 훈장(CBE) 수훈[1]

## 수상

#### 할름스타드 BK
- 스웨덴 1부 : 1976, 1979

#### 말뫼 FF
- 스웨덴 1부 : 1985, 1986, 1987, 1988, 1989
- 스웨덴 챔피언 : 1986, 1988
- 스벤스카 쿠펜 : 1985–86, 1988–89

#### 뇌샤텔 크사막스
- 스위스 슈퍼컵 : 1990

#### 인테르나치오날레
- UEFA컵 준우승 : 1996-97

#### 코펜하겐
- 슈퍼리가 : 2000-01
- 대니쉬 슈퍼컵 : 2001

#### 풀럼
- UEFA 유로파리그 준우승 : 2009-10

### 개인
- LMA 올해의 감독 : 2010
- 프리미어리그 올해의 감독 4회

### 내용주
1. ↑  총 7개 등급(특수등급 1개 포함) 중 5번째 등급

### 참조주
1. 1 2  “Supplement No. 1: Birthday Honours List - United Kingdom”. 《런던 가제트》 (영어) (63377): B9. 2021년 6월 12일.
2. ↑  Sakari Ilkka, Tiina Heinilä (2012년 9월 19일). “Roy Hodgson awarded for his work as Finland manager”. 《주영핀란드대사관》. 2021년 6월 12일에 원본 문서에서 보존된 문서. 2021년 6월 12일에 확인함.